# Табюре, Гаэль
Гаэ́ль Табюре́ (фр. Gaël Taburet, 12 ноября 1919, Иль и Вилен, Бретань, Франция — 10 февраля 2017, Канны, Франция) — французский пилот авиаполка «Нормандия — Неман». До 10 февраля 2017 года являлся последним живым лётчиком этого легендарного авиаподразделения.

## Биография
В возрасте 18 лет поступил в летную школу.
В январе 1944 года добровольцем вступил в авиаполк «Нормандия — Неман», который сражался во время Второй мировой войны против войск стран «оси» на советско-германском фронте в 1943—1945 годах.
В апреле был зачислен в третью эскадрилью в звании аспиранта.
В первом боевом вылете в июне 1944 года сбил немецкий Фокке-Вульф FW-190. Всего на счету француза 6 воздушных побед: 2 самолёта он сбил лично, ещё 4 — в группе.
После войны продолжил службу в своем авиаполку, в составе которого участвовал в Индокитайской войне, где руководил воздушными операциями.
В 1963 году вышел в отставку в звании полковника.
Работал руководителем одного из региональных отделений Института контроля и управления.
После смерти Табюре последним живым участником «Нормандии — Неман» оставался механик Андре Пейрони.

## Награды  и звания
- Командор французского ордена Почётного легиона
- Военный Крест
- Орден Красной Звезды
- Орден Отечественной войны I степени
- Орден Красного Знамени
- Медаль «За победу над Германией в Великой Отечественной войне 1941—1945 гг.»
- Медаль «За взятие Кёнигсберга»